# 島田俊雄
島田 俊雄（しまだ としお、1877年〈明治10年〉6月18日 - 1947年〈昭和22年〉12月21日）は、日本の政治家。

## 人物
政界入りする前は地方自治の現場にいて地方自治の研究をした数少ない人物であり、政界に入ってからは衆議院議員選挙に9回当選し、農林大臣・衆議院議長等を務めた。雄弁家としても知られた。

## 経歴
島根県江津市出身。旧制山口高等学校卒業。1900年（明治33年）、東京帝国大学法科大学政治学科を卒業、雑誌『明美王道』及び『実業時論』両誌の編集者となる。1903年（明治36年）、東京市吏員に転じ、教育課長・勧業課長を歴任。1905年（明治38年）、中国雲南省法制学堂講師となる。1907年（明治40年）、帰国。イギリスへの出張を経て1911年（明治44年）、退官して弁護士を開業。1912年（明治45年）、郷里の島根県郡部区から無所属で第11回衆議院議員総選挙に立候補し初当選。1913年（大正2年）、立憲政友会に入党。政友会院内総務を務めたのち1928年（昭和3年）、政友会幹事長に就任。1931年（昭和6年）12月13日、犬養内閣の法制局長官に就任。1934年（昭和9年）に起きた軍民離間声明問題では議会の権威擁護に尽力したが、その後は親軍派となり中島知久平や前田米蔵らと政友会内の親軍派派閥・中島派を結成した。1936年（昭和11年）3月9日、廣田内閣の農林大臣に就任。1937年（昭和12年）2月、鈴木喜三郎政友会総裁の辞任に伴い中島・前田・鳩山一郎とともに政友会総裁代行委員に就任。1939年（昭和14年）1月5日、平沼内閣の顧問に就任。同年4月30日、島田や前田ら中島派のメンバーは自派だけで臨時党大会を開き、中島を総裁に選ぶとともに党役員を発表し立憲政友会革新同盟と称した。ここに政友会は2派に分裂し、島田・中島・前田らの政友会革新同盟は立憲政友会革新派と、革新同盟に反対し久原房之助を総裁に担いだ鳩山派と久原派は立憲政友会正統派と呼ばれるようになった。同年8月30日に発足した阿部内閣でも島田は平沼内閣から引き続き顧問を務めた。1940年（昭和15年）1月16日、米内内閣の農相に就任。政党解消後は大政翼賛会顧問・翼賛政治会顧問・衆議院予算委員長等を歴任し、1944年（昭和19年）7月22日、小磯内閣の農商大臣に就任。翌1945年（昭和20年）、衆議院議長に就任。大日本政治会顧問も務め、終戦後、日本進歩党の結党に参加。1946年（昭和21年）、公職追放され、翌1947年（昭和22年）12月21日、70歳で没した。

## 栄典
- 1921年（大正10年）7月1日 - 第一回国勢調査記念章[5]